# Пагры
Пагры (лат. Pagrus) — род морских лучепёрых рыб из семейства спаровых отряда Spariformes.
У пагров передние зубы напоминают клыки, а зубы в глубине рта плоские, предназначенные для жевания, и расположены в два ряда. Длина тела пагров от 75 см (Pagrus africanus) до 130 см (Pagrus auratus)
Обитают пагры в Атлантическом, Индийском и Тихом океанах, а также они встречаются в прилегающих морях.
В водах России, в заливе Петра Великого, отмечен красный пагр (Pagrus major).
Пагры хищники, кормятся рыбой и беспозвоночными. Являются объектом промысла.
Известны с раннего эоцена.

## Классификация
На сентябрь 2017 года в род включают 6 видов:
- Pagrus africanus Akazaki, 1962 — Африканский пагр
- Pagrus auratus (Forster, 1801)
- Pagrus auriga Valenciennes, 1843 — Краснополосый пагр
- Pagrus caeruleostictus (Valenciennes, 1830) — Крапчатый пагр
- Pagrus major (Temminck & Schlegel, 1843) — Красный пагр, или красный морской карась, или красный тай
- Pagrus pagrus (Linnaeus, 1758) — Золотистый пагр, или желтопёрый пагр, или обыкновенный пагр